# ロベール (クレルモン伯)

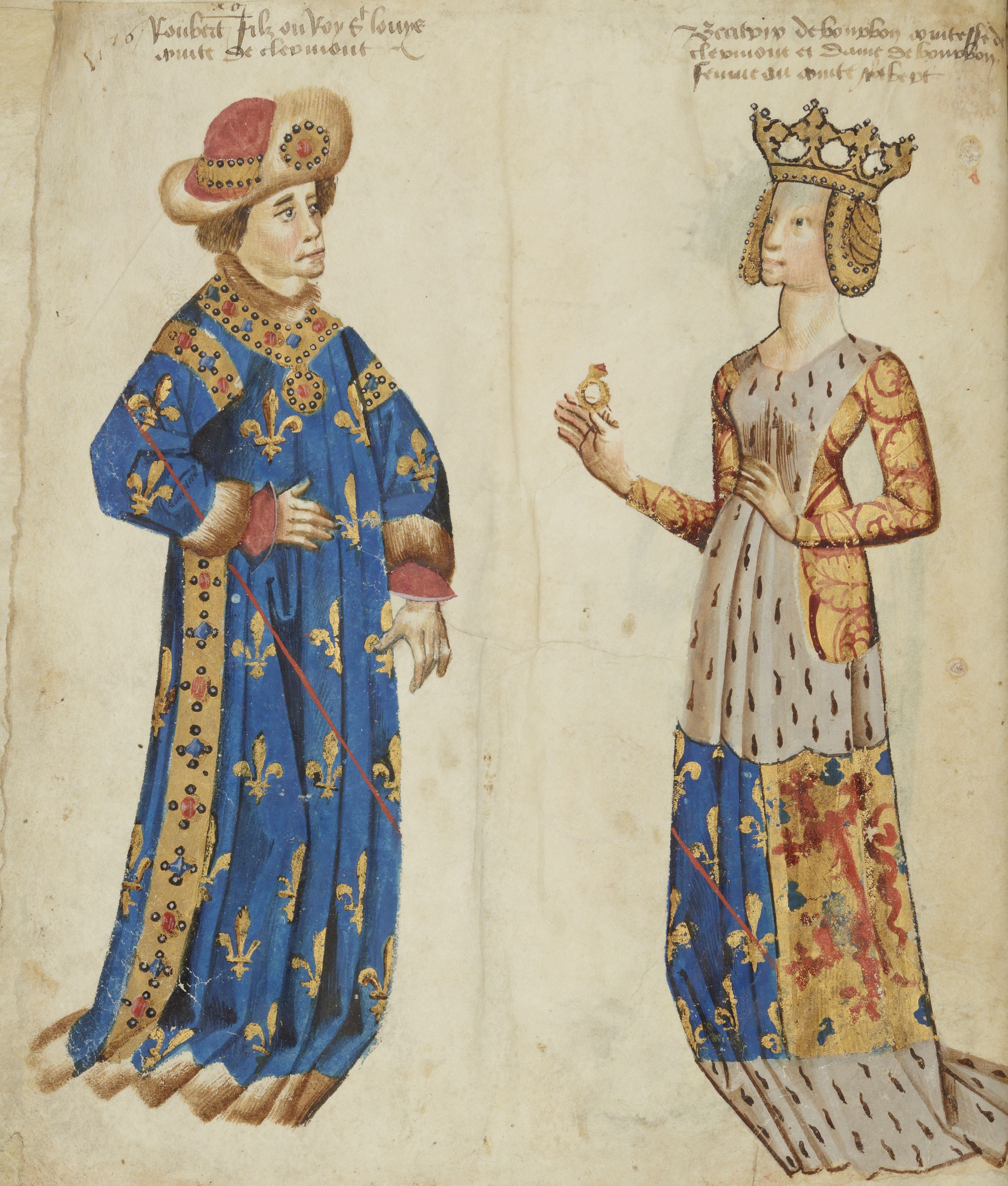
ロベールと妃ベアトリス・ド・ブルゴーニュ

ロベール・ド・フランス（Robert de France）またはロベール・ド・クレルモン（Robert de Clermont, 1256年 - 1317年2月7日）は、フランス王ルイ9世と王妃マルグリット・ド・プロヴァンスの息子でフィリップ3世の弟。クレルモン伯（1268年 - 1317年）。ブルボン家の祖である。
幼い頃に頭部の怪我により障害を負ったため、重要な役割を果たすことはなかったが、後にフランス王家となるブルボン家の祖として重要な人物である。1589年、ロベールの兄フィリップ3世の男系子孫が断絶した後、ロベールの9世代目にあたるアンリ4世がフランス王位についた。

## 生涯

### 出生
ロベールは1256年にフランス王ルイ9世（聖ルイ）とマルグリット・ド・プロヴァンスの六男、末っ子として生まれた。父ルイ9世がロベールの代父として選んだのは、ロベール誕生時のドミニコ会総長であったアンベール・ド・ロマンであった。

### 結婚と子女
ブルゴーニュ公ロベール2世（1279年にクレルモン伯の妹アニェスと結婚）の兄ジャンの娘でブルボン領相続人のベアトリスと1272年に結婚した。フランス中部のブルボネーの所領はこの結婚により獲得したものである。ベアトリスとの間には3男3女が生まれた。
- ルイ1世（1279年 - 1342年） - 初代ブルボン公
- ブランシュ（1281年 - 1304年） - オーヴェルニュ伯ロベール7世と結婚
- ジャン（1283年 - 1316年） - シャロレー領主
- マリー（1285年 - 1372年） - ポワシーの女子修道院長
- ピエール（1287年 - ?） - パリの助祭長
- マルグリット（1289年 - 1309年） - 1305年にアンドリア伯ライモンド・ベレンガリオ（ナポリ王カルロ2世の子）と結婚、1308年にナミュール侯ジャン1世と結婚

### 健康上の問題
1279年の初めての馬上試合中に、ロベールは頭部に損傷を負い、障害を負うこととなった。

### 文献上の記録
ロベールについては、フィリップ・ド・ボーマノワールの『Coutumes de Beauvaisis』の序章で言及されている。

### 死
1317年に死去し、パリのジャコバン修道院の教会（現存しない）に埋葬された。